# Mihailo Radovanović
Mihailo Radovanović (Čačak, 18. decembar 1992) srpski je rukometni golman, koji trenutno nastupa za Nekse i reprezentaciju Srbije.

## Karijera
Karijeru je počeo u Mladosti (Čačak). U Partizan je došao 2009. godine. Sa Partizanom je osvojio prvenstvo i kup 2012. godine. Superkup je osvajao 2011. i 2012. godine.
Nastupao je za kadetsku reprezentaciju Srbije na evropskom (2010), svetskom prvenstvu (2011) i 2012. za juniorsku reprezentaciju na evropskom prvenstvu.

## Uspesi
- 2012. godine osvajač kupa Srbije
- 2012. godine prvak Srbije sa Partizanom
- 2012. godine osvajač Superkupa Srbije
- 2011. godine osvajač Superkupa Srbije

## Spoljašnje veze
- Profil na sajtu Partizana